# Serrasalmus nigricauda
Serrasalmus nigricauda är en fiskart som först beskrevs av Burmeister, 1861.  Serrasalmus nigricauda ingår i släktet Serrasalmus och familjen Characidae. Inga underarter finns listade i Catalogue of Life.